# Істальгія
Істальгія (рос. Истальгия; англ. Eastalgia) робоча назва фільму Той же шлях (рос. Тот же путь). — копродукційна українсько-німецько-сербська соціальна драма німецької режисерки українського походження Дар'ї Онищенко.
Фільм вийшов в обмежений український прокат 30 травня 2013 року.

## Сюжет
Кінострічка «Істальгія» — це три історії кохання, дія яких одночасно відбувається у трьох європейських містах: Мюнхені, Белграді та Києві.

## У ролях
- Карл Марковіч
- Ніна Ніжерадзе
- Іван Добронравий
- Олексій Горбунов
- Вікторія Варлей
- Вук Костич
- Марія Шкаричич

## Виробництво
Кошторис стрічки склав ₴8,1 мільйона, з них частка Держкіно - ₴1,9 млн.

## Саундтрек
У якості саундтреку до фільму продюсери використали пісню Nevertheless гурту «Бумбокс». До фільму увійшли також і інші композиції «Бумбоксу».

## Фестивальний реліз
Фільм мав успішний фестивальний прокат та був представлений на багатьох впливових фестивалях. Вперше фільм було показано на кінофестивалі «Молодість 2012». Фільм також брав участь у таких фестивалях як: Міжнародний кінофестиваль  Hofer Filmtage, 2012, фільм-відкриття (Гоф, Німеччина); Міжнародний кінофестиваль у Братиславі, 2012 (Братислава, Словаччина); Таллінський кінофестиваль «Темні ночі», 2012 (Таллін, Естонія); Camerimage Фестиваль, 2012 (Торунь, Польща); Тбіліський міжнародний кінофестиваль, 2012 (Тбілісі, Грузія); Вільнюський міжнародний кінофестиваль, 2013 (Вільнюс, Литва); Міжнародний кінофестиваль дебютів «Дух вогню» 2013 (Ханти-Мансійськ, Росія); Кінофестиваль Німеччина—Туреччина, 2013 (Нюрнберг, Німеччина); «GoEast» — кінофестиваль Центральної та Східної Європи 2013 (Вісбаден, Німеччина).

## Кінопрокатний реліз
Фільм вийшов в обмежений український прокат 30 травня 2013 року. Дистрибуцією фільму в Україні займалася компанія «Інстайт Медіа», яка випустила фільм на 30 фільмокопіях.